# Jialing Jiang
Der Fluss Jialing Jiang (chinesisch 嘉陵江, Pinyin Jīalíng Jiāng, englisch Jialing River) ist ein linker Nebenfluss des Jangtsekiang in China.
Seine Länge beträgt 1119 km. Die Quelle liegt in der Provinz Shaanxi im Kreis Feng von Baoji und er mündet in Chongqing in den Jangtsekiang.
Fu Jiang 涪江, Qu Jiang 渠江, Baishui Jiang 白水江 und Bailong Jiang 白龙江 sind wichtige Nebenflüsse.

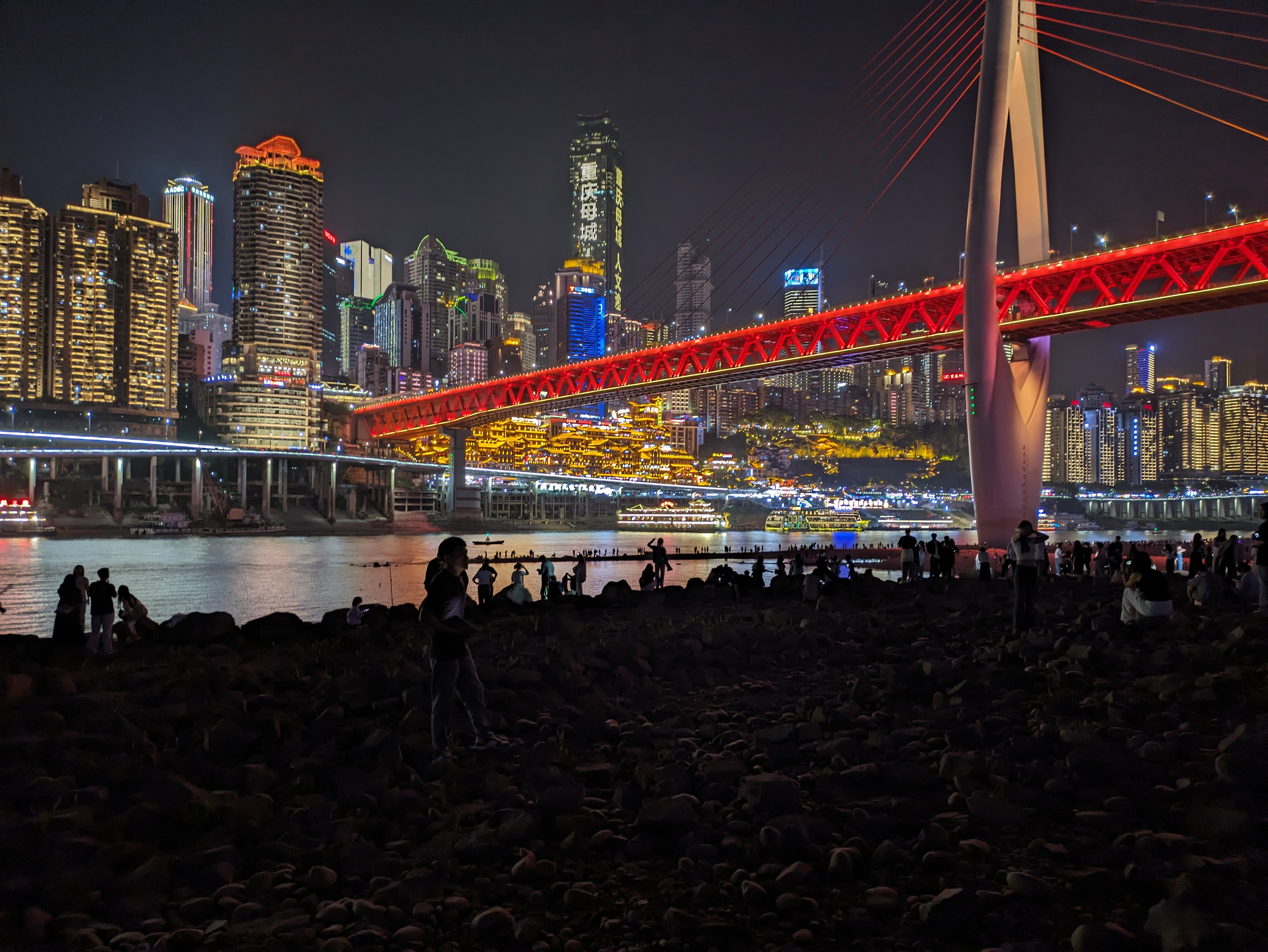
Der Jialing Jiang unmittelbar vor der Mündung in den Jangtsekiang

## Orte am Jialing
- Feng
- Lüeyang
- Guangyuan
- Cangxi
- Langzhong
- Peng’an
- Nanchong
- Wusheng
- Hechuan
- Chongqing